# Chloropoea acholica
Chloropoea acholica är en fjärilsart som beskrevs av Riley 1932. Chloropoea acholica ingår i släktet Chloropoea och familjen praktfjärilar. Inga underarter finns listade i Catalogue of Life.